# 알칸타라 발사 센터

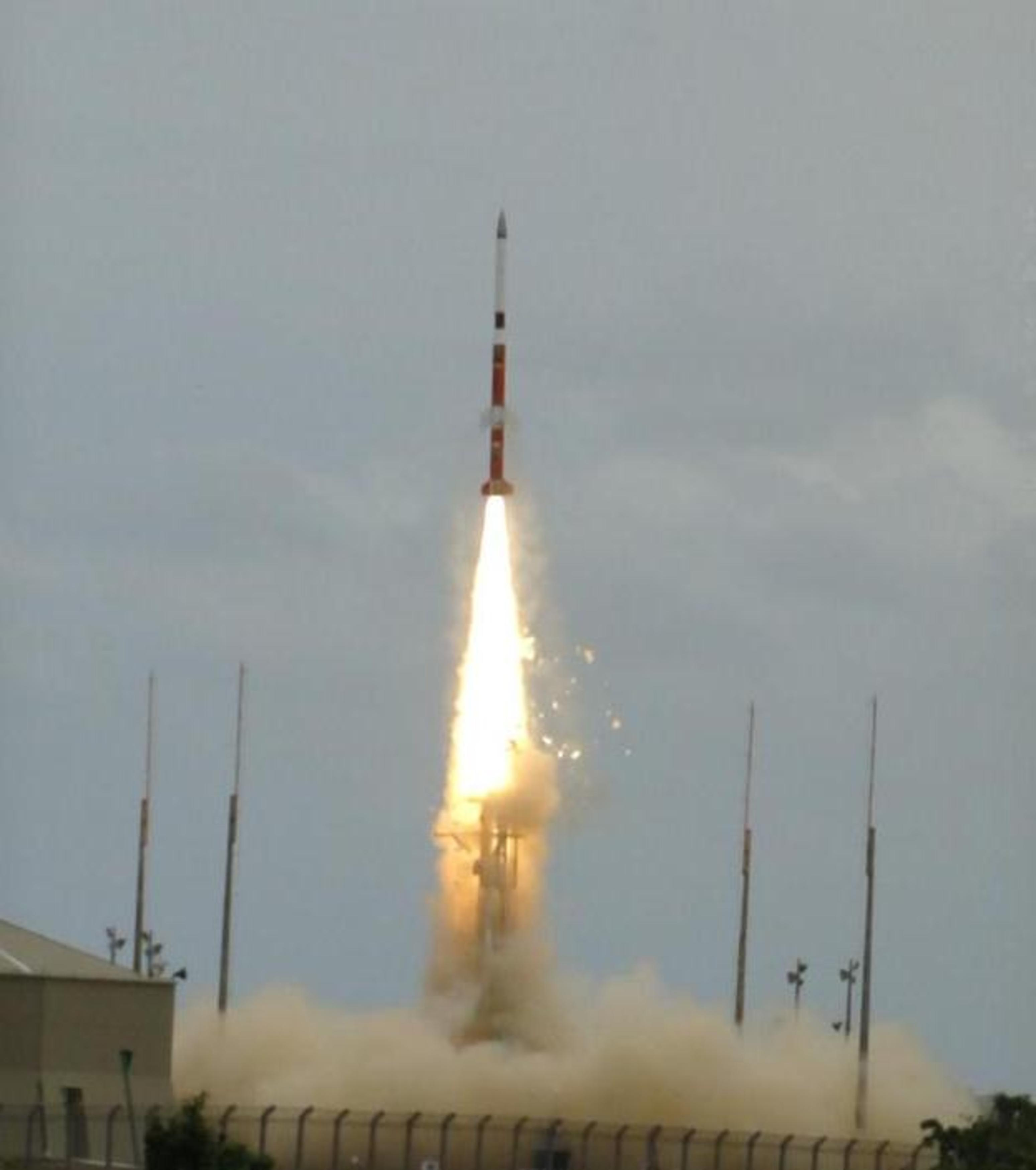

알칸타라 발사 센터(포르투갈어: Centro de Lançamento de Alcântara, CLA, 영어: Alcântara Launch Center)는 브라질의 북대서양 해안 알칸타라시에 있는 인공위성 발사장이다. 브라질 공군이 운영한다. 남위 2도에 위치해, 적도에 매우 근접해 있다. 역시 적도에 근접한 프랑스의 기아나 우주 센터 처럼, 지구 정지 궤도 위성을 발사하는데 유리하다.
1982년에 공사가 시작되었으며, 최초 발사로 1990년 2월 21일에 사운딩 로켓인 손다 2 XV-53 로켓을 발사했다. 1994년 프랑스 정부가 Ongoron I, Ongoron II 로켓을 시험 발사했다.
2003년 알칸타라에서 싸이클론 4호를 발사하는 계약을 우크라이나와 체결했다. 2009년 12월 기준으로, 2010년말 발사계획이었지만, 경제난과 러시아의 압력으로 2015년 계획이 취소되었다. 이스라엘 샤빗 로켓 발사도 계획했다. 러시아 프로톤 로켓도 발사할 계획이다.

## 발사대
- VLS Pad 남위 2° 19′ 06″ 서경 44° 22′ 03″ / 남위 2.3184°  서경 44.3675°
- MRL Pad 남위 2° 19′ 00″ 서경 44° 22′ 02″ / 남위 2.3167°  서경 44.3671°

## 같이 보기
- Rocket Launch Sites Worldwide